# Corteza

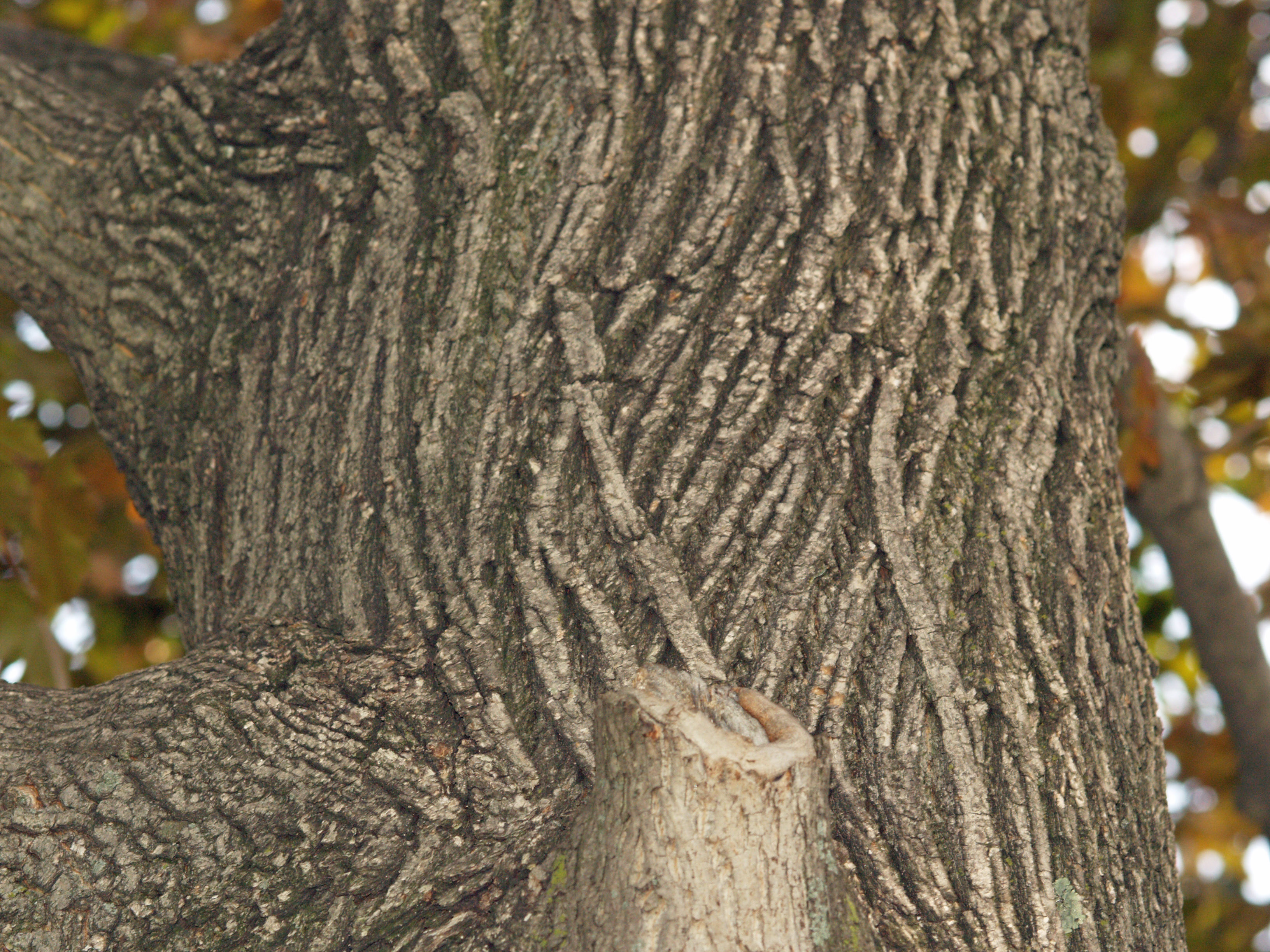
Corteza de arce japonés Acer palmatum.

La  corteza  o  ritidoma  es la capa más externa de tallos y de raíces de plantas leñosas, como los árboles. Cubre y protege la madera y consta de tres capas, el felógeno, el floema, y el cambium vascular. Puede alcanzar cerca del 10-15 % del peso total del árbol.
Entre los productos derivados de la corteza se incluyen revestimientos de tablillas y paredes, especias y otros aromatizantes, casca para tanino, resina, látex, medicinas, venenos, varios químicos alucinógenos y corcho. La corteza se ha utilizado para fabricar telas, canoas y cuerdas, y como superficie para pinturas y para hacer mapas. Varias plantas también se cultivan por sus atractivas o interesantes coloraciones de corteza y texturas superficiales o su corteza se utiliza como mantillo paisajístico.

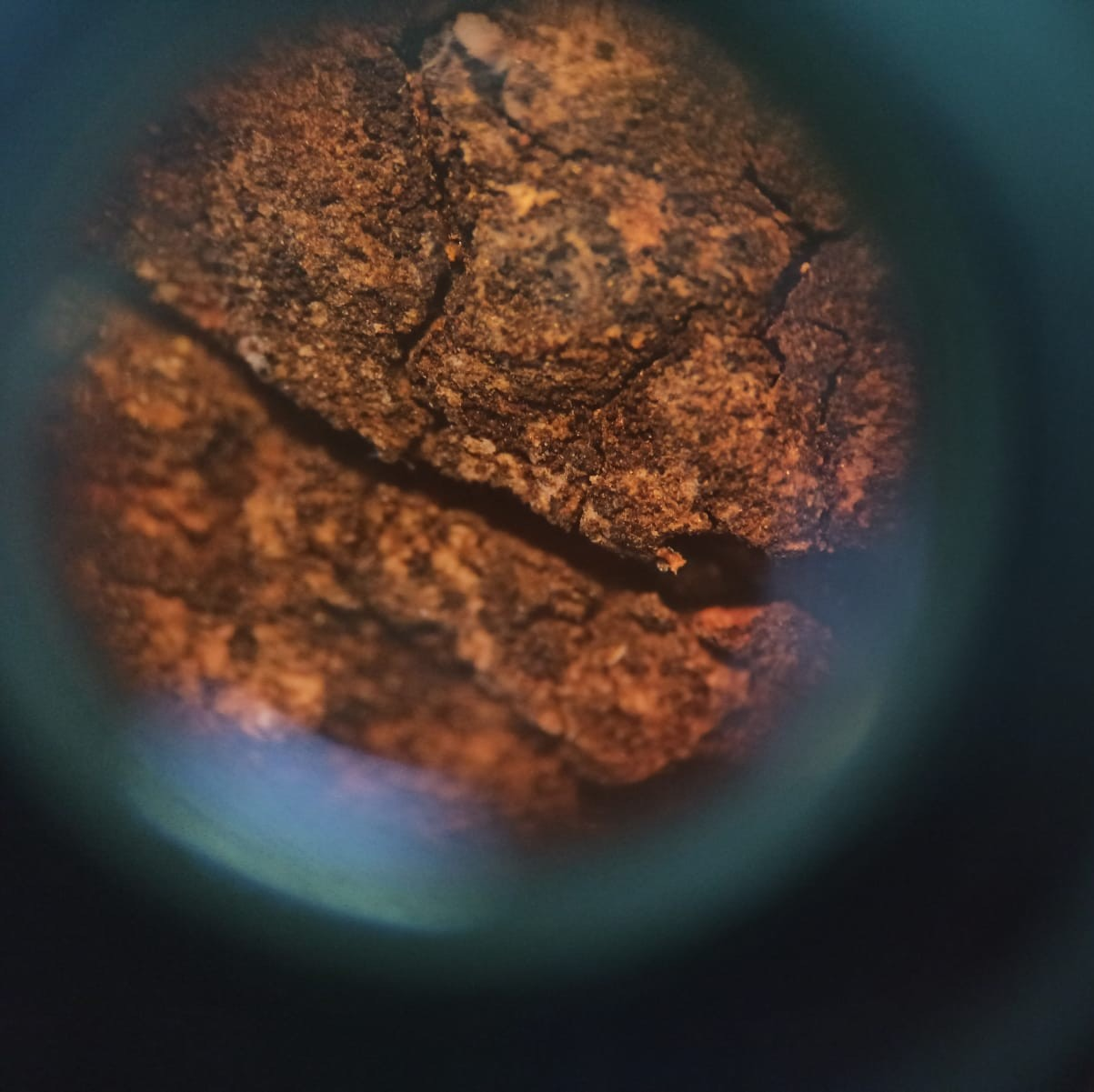
Corteza de árbol vista con una lupa binocular estereoscópica.

## Descripción celular
En tallos jóvenes de plantas leñosas como los árboles y arbustos, y  vides perennes, la corteza se compone de  los siguientes tejidos dispuestos de afuera hacia adentro:
- Corcho. Tejido externo, secundario, normalmente una a dos capas de células espesas, que es en el estado de meristema persistente que produce corcho.
- Felodermo (no siempre presente). Capa de células formadas en algunas plantas de las células internas del cámbium de corcho (el corcho es producido por la capa externa).
- Corteza. El tejido primario de tallos y raíces. En tallos la corteza está entre la capa epidérmica y el floema; en raíces la capa interna no es floema, pero sí periciclo.
- Floema. Tejido conductor de nutrientes compuesto de tubos cribosos o células cribosas mezclados con parénquima y fibras.

En tallos viejos la capa epidérmica, la corteza y el floema primario se forman separadamente de los tejidos internos por formaciones engrosadas de corcho. Debido al espesamiento de la capa corchosa, esas células mueren al no recibir agua ni nutrientes. Esa capa muerta es la corteza corchosa rugosa que se forma alrededor del tronco del árbol y de otros tallos. En tallos más pequeños y típicamente en plantas no leñosas, a veces aparece una capa secundaria llamada peridermo, que se hace con el cámbium de corcho, corcho y felodermo. Reemplaza a la capa dermal y actúa como cobertura muy parecida a la corteza corchosa, también está formada mayormente de tejido muerto. La piel del tomate es un peridermo.
Las definiciones del término pueden variar. En otros usos, la corteza consiste en tejido muerto y protector en el exterior de tallos leñosos y no incluye el tejido vascular. 
El cámbium vascular es la única parte de un tallo leñoso donde hay división celular. Contiene células indiferenciadas que se dividen rápidamente para producir xilema secundario hacia adentro y floema secundario hacia afuera.
A lo largo del xilema, el floema es uno de los dos tejidos dentro de la planta que se involucran en el transporte de fluidos. El floema transporta moléculas orgánicas (particularmente azúcares) hacia donde sea necesario.

## Composición química
Los tejidos de la corteza constituyen entre el 10 y el 20% del peso de las plantas casculares leñosas y consta de varios biopolímeros, taninos, lignina, suberina y polisacáridos. Hasta el 40% del tejido de la corteza está formado por lignina, que constituye una parte importante de la planta, ya que proporciona un soporte estructural mediante la reticulación entre diferentes polisacáridos como la celulosa.
Se cree que el tanino condensado, que se encuentra en una concentración bastante alta en el tejido de la corteza, inhibe la descomposición. Podría ser debido a este factor que la degradación de la lignina es mucho menos pronunciada en el tejido de la corteza que en la madera. Se ha propuesto que, en la capa de corcho (el felógeno), la suberina actúa como barrera contra la degradación microbiana y protege así la estructura interna de la planta.
El análisis de la lignina en la pared de la corteza durante el decaimiento por el hongo Lentinula edodes (hongo shiitake) utilizando 13C NMR indicó que los polímeros de lignina contienen más unidades de guaiacol lignina que unidades de siringol comparado con el interior de la planta. Las unidades de guaiacil son menos susceptibles a la degradación ya que, en comparación con el siringol, contienen menos enlaces aril-aril, pueden formar una estructura de lignina condensada y tienen un menor potencial de reducción. Esto podría significar que la concentración y el tipo de unidades de lignina podrían proporcionar una resistencia adicional al deterioro por hongos a las plantas protegidas por la corteza.

## Daños y reparación
La corteza puede sufrir daños por factores ambientales, como grietas por heladas y escaldadura solar, así como por factores biológicos, como el pájaro carpintero y ataques de escarabajos barrenadores.  Los ciervos machos y otros miembros machos de los cérvidos causan grandes daños en la corteza durante la época de celo al frotar sus astas contra el árbol para quitarles el terciopelo.

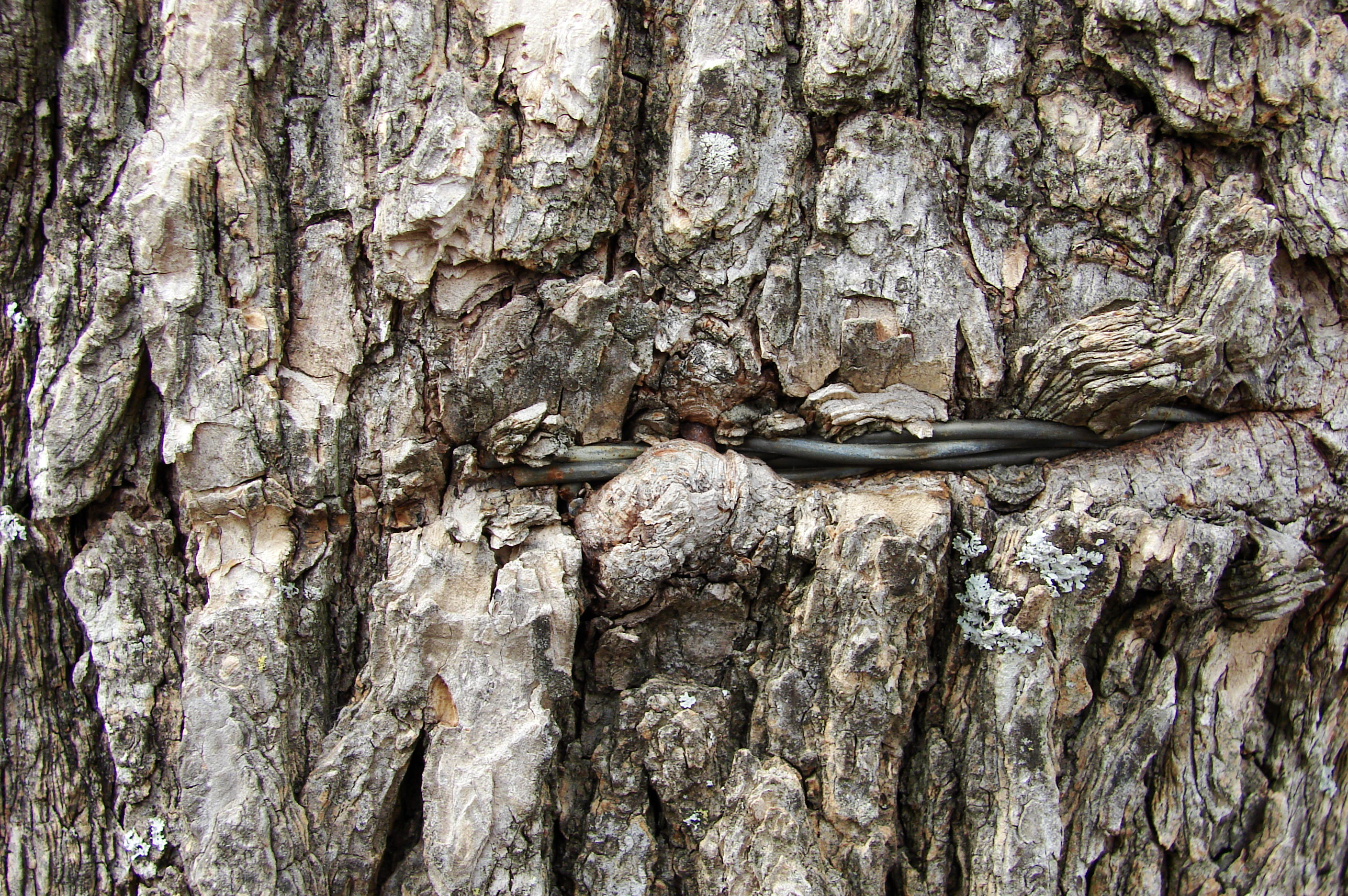
Corteza de árbol viva envolviendo alambre de espino.

La corteza se daña a menudo al atarla a estacas o envolverla con alambres. En el pasado, este daño se llamaba en inglés bark-galling ("tortura de la corteza"), y se trataba aplicando arcilla sobre el lugar dañado y atándolo con heno. En el uso moderno, "galling" se refiere más típicamente a un tipo de crecimiento anormal en una planta causada por insectos o patógenos.
Los daños en la corteza pueden tener una serie de efectos perjudiciales para la planta.  La corteza sirve de barrera física a la presión de las enfermedades, especialmente de los hongos, por lo que su eliminación hace que la planta sea más susceptible a las enfermedades.  Los daños o la destrucción del floema impiden el transporte de los productos fotosintéticos por toda la planta; en casos extremos, cuando se elimina una banda de floema alrededor de todo el tallo, la planta suele morir rápidamente.  Los daños en la corteza en aplicaciones hortícolas, como en jardinería y paisajismo público, provocan a menudo daños estéticos no deseados.
El grado en que las plantas leñosas son capaces de reparar daños físicos graves en su corteza varía bastante según la especie y el tipo de daño. Algunas son capaces de producir un callo que cicatriza rápidamente pero deja una clara cicatriz, mientras que otras, como los robles, no producen una reparación extensa del callo. A veces se produce savia para sellar la zona dañada contra las enfermedades y la intrusión de insectos.
Una serie de organismos vivos viven en o sobre la corteza, como los insectos, hongos y otras plantas como musgos, algas y otras plantas vasculares. Muchos de estos organismos son patógenos o parásitos, pero algunos también mantienen relaciones simbióticas.

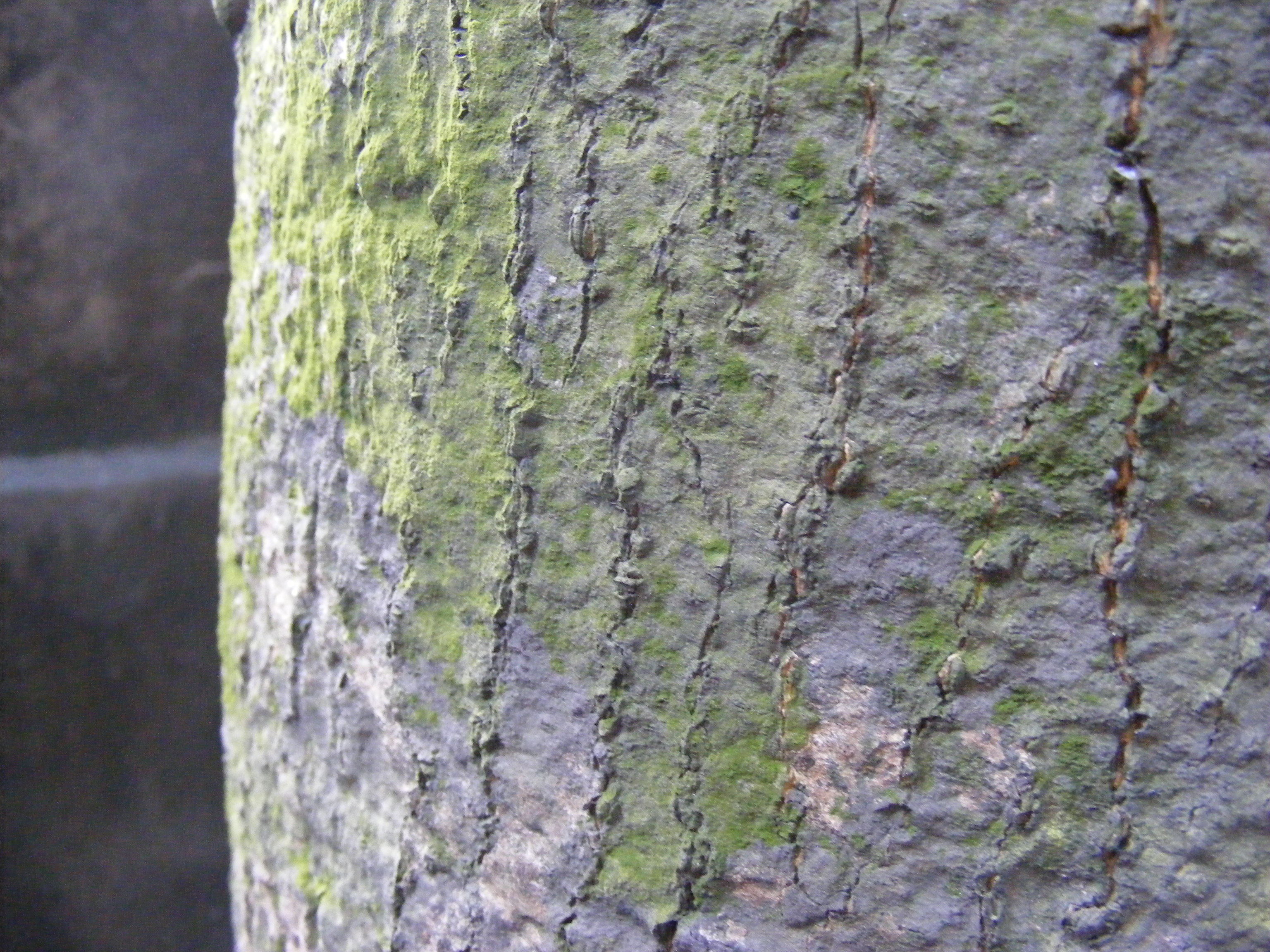
Corteza de mango maduro (Mangifera indica) mostrando crecimiento de liquen.

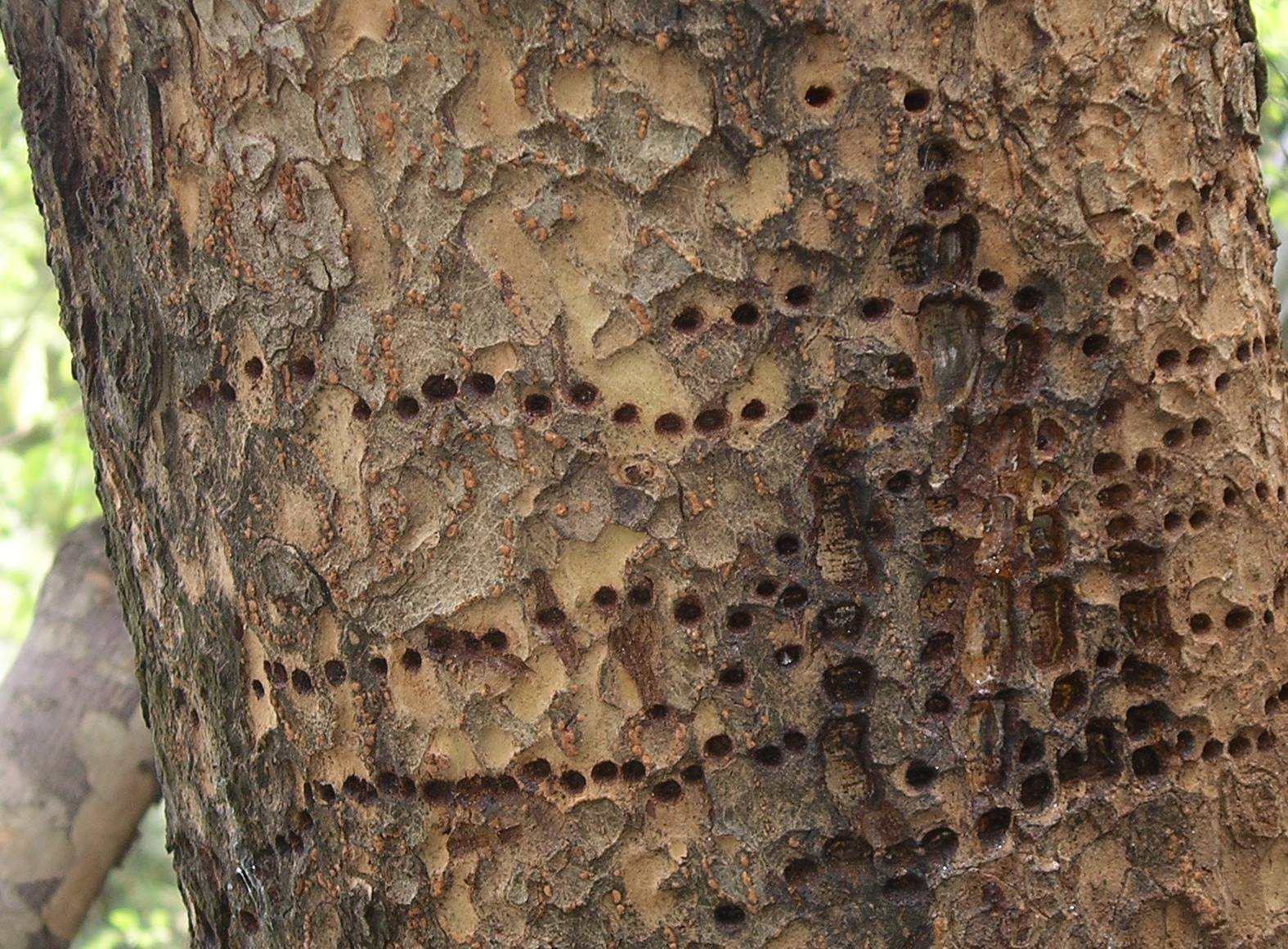
Los patrones dejados en la corteza de un olmo chino de hoja perenne después de repetidas visitas de un Yellow-Bellied Sapsucker (pájaro carpintero) a principios de 2012.
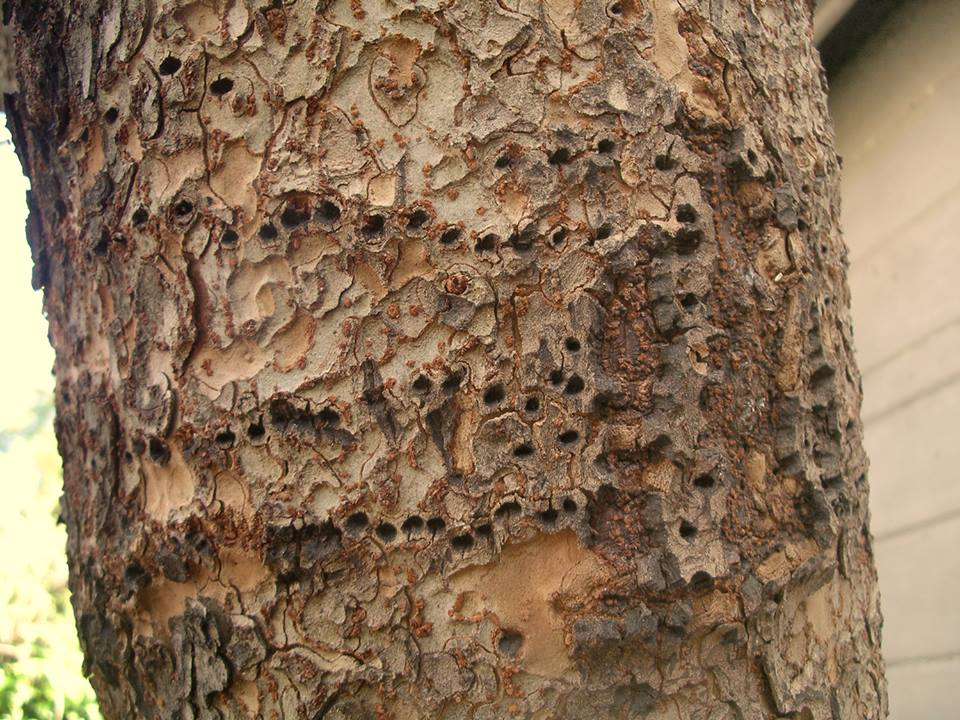
La autorreparación del olmo chino mostrando nuevo crecimiento de la corteza, lenticelas, y otras autorreparaciones de los agujeros hechos por un Yellow-Bellied Sapsucker (pájaro carpintero) unos dos años antes.
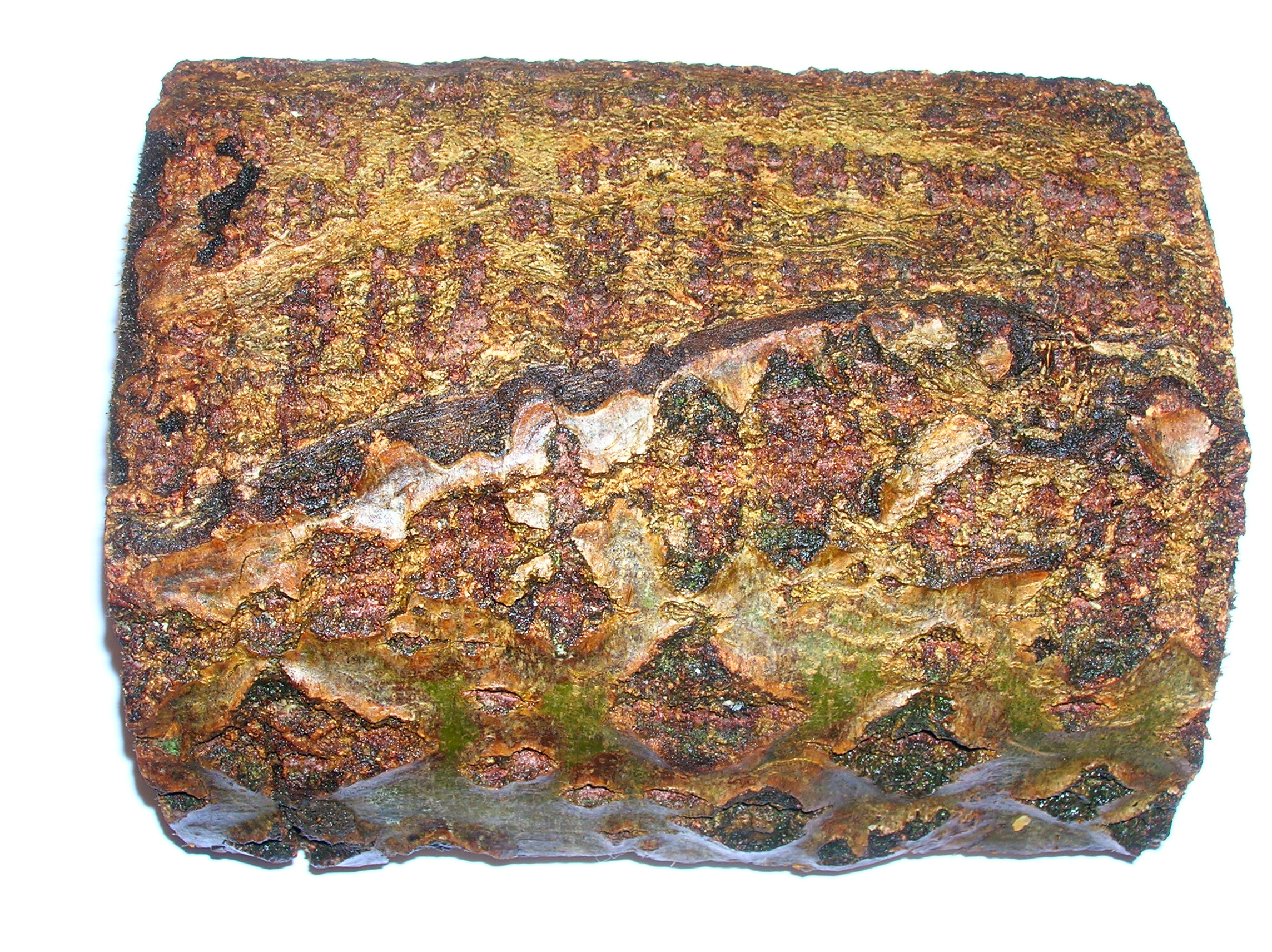
Corteza de aliso (Alnus glutinosa) con lenticelas características y lenticelas anormales en zonas callosas.
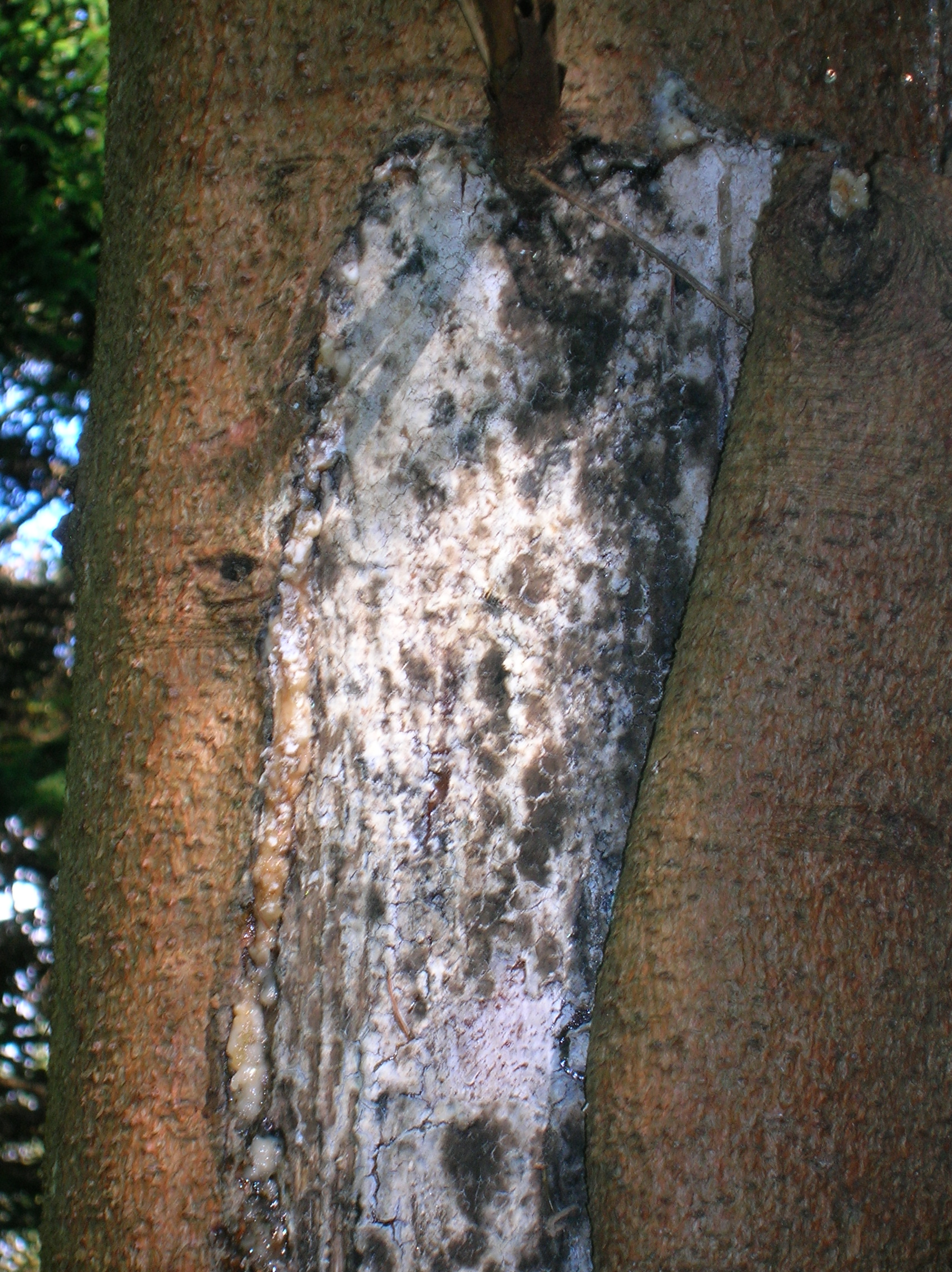
Daños causados por el sol en la picea de Sitka

## Galería de imágenes

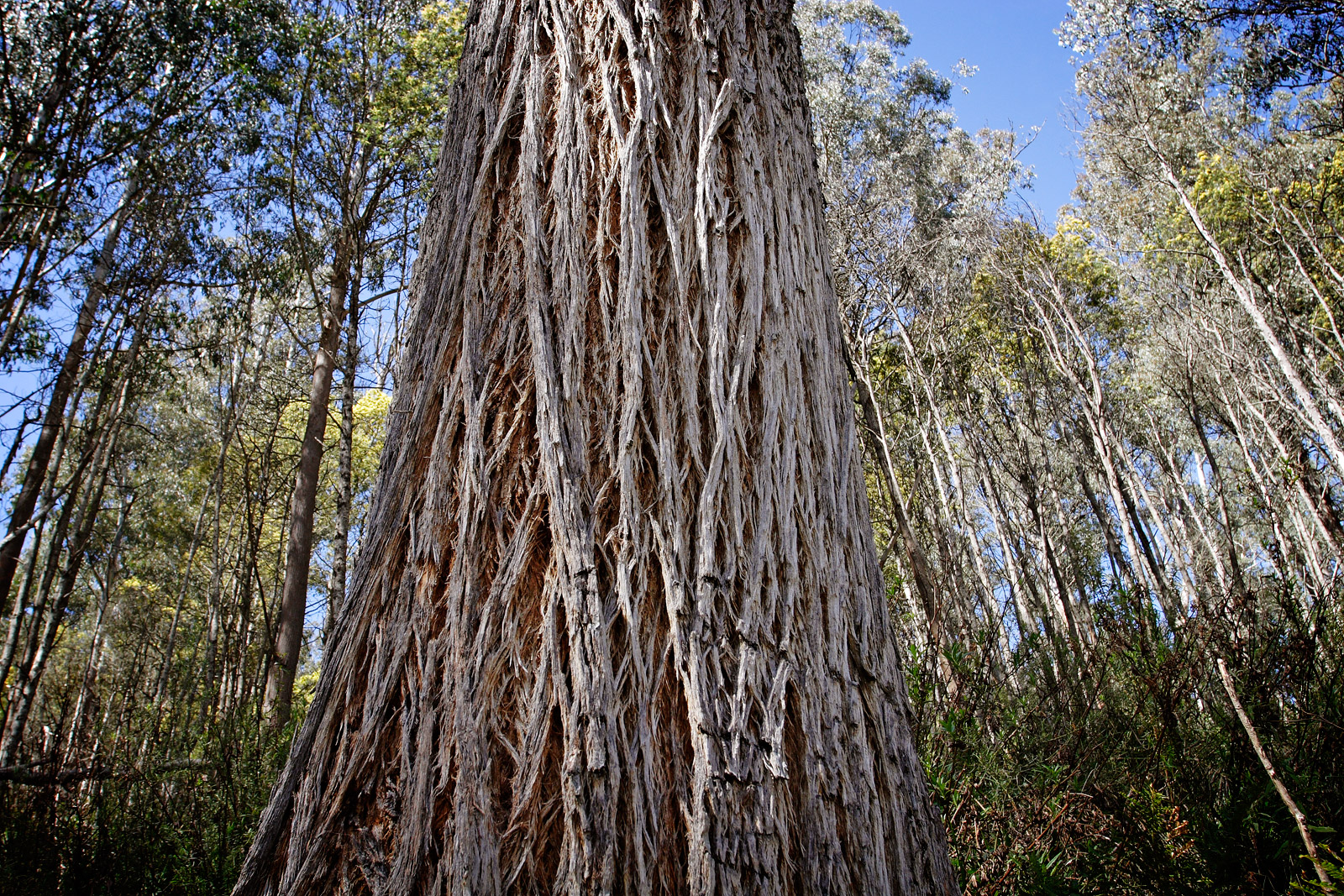
Corteza de Eucalipto
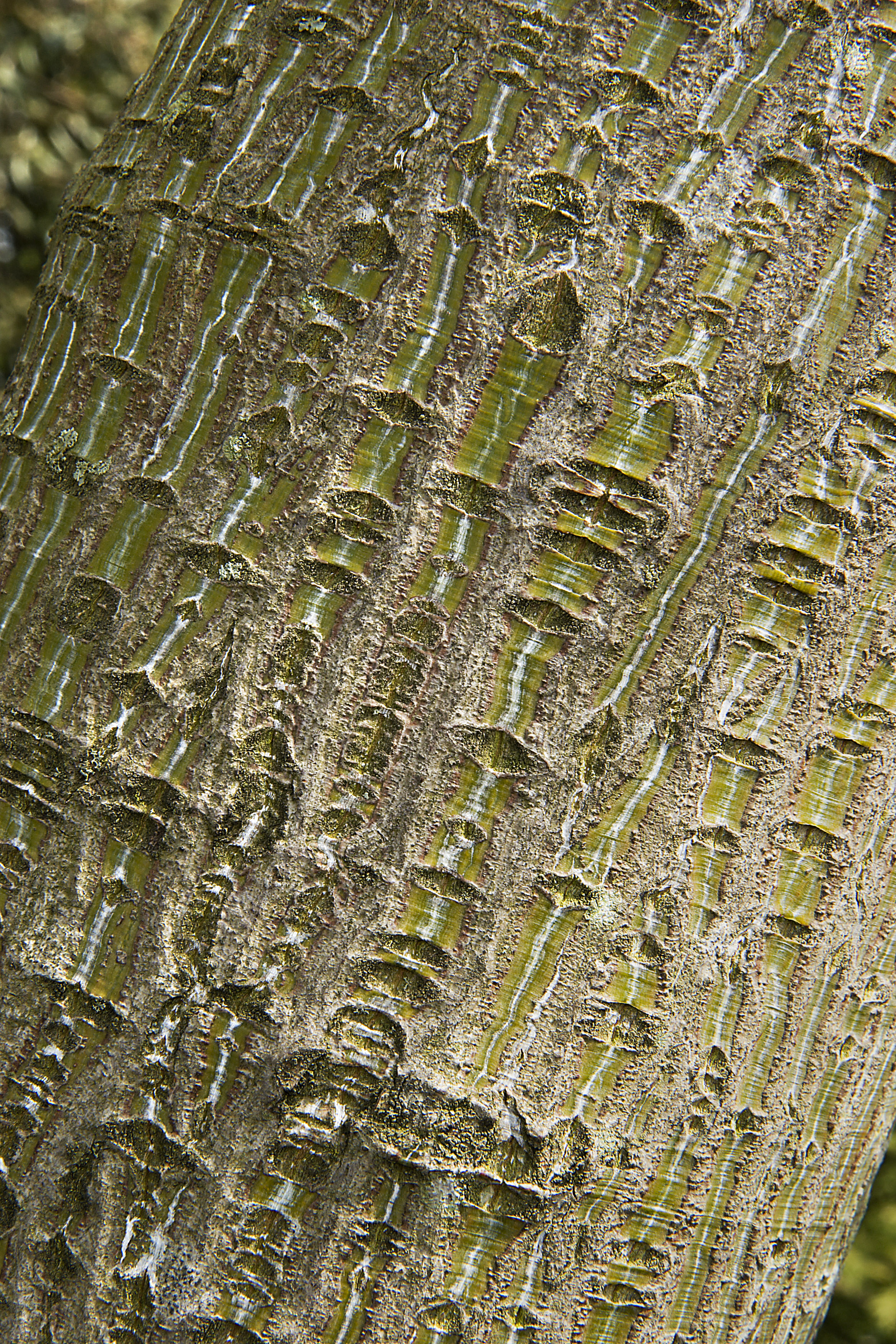
Corteza de arce rojo (Acer capillipes)
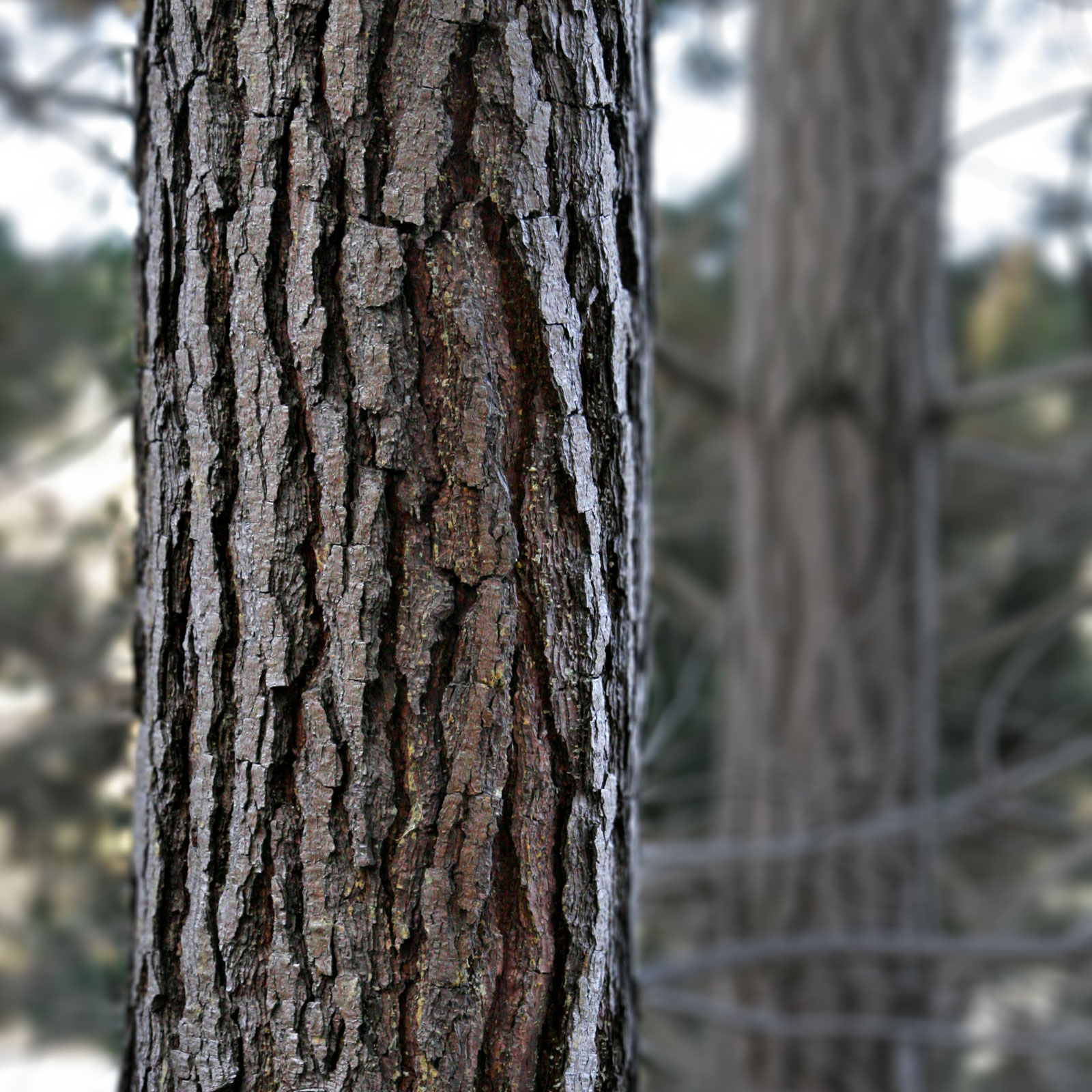
Corteza de Pinus radiata
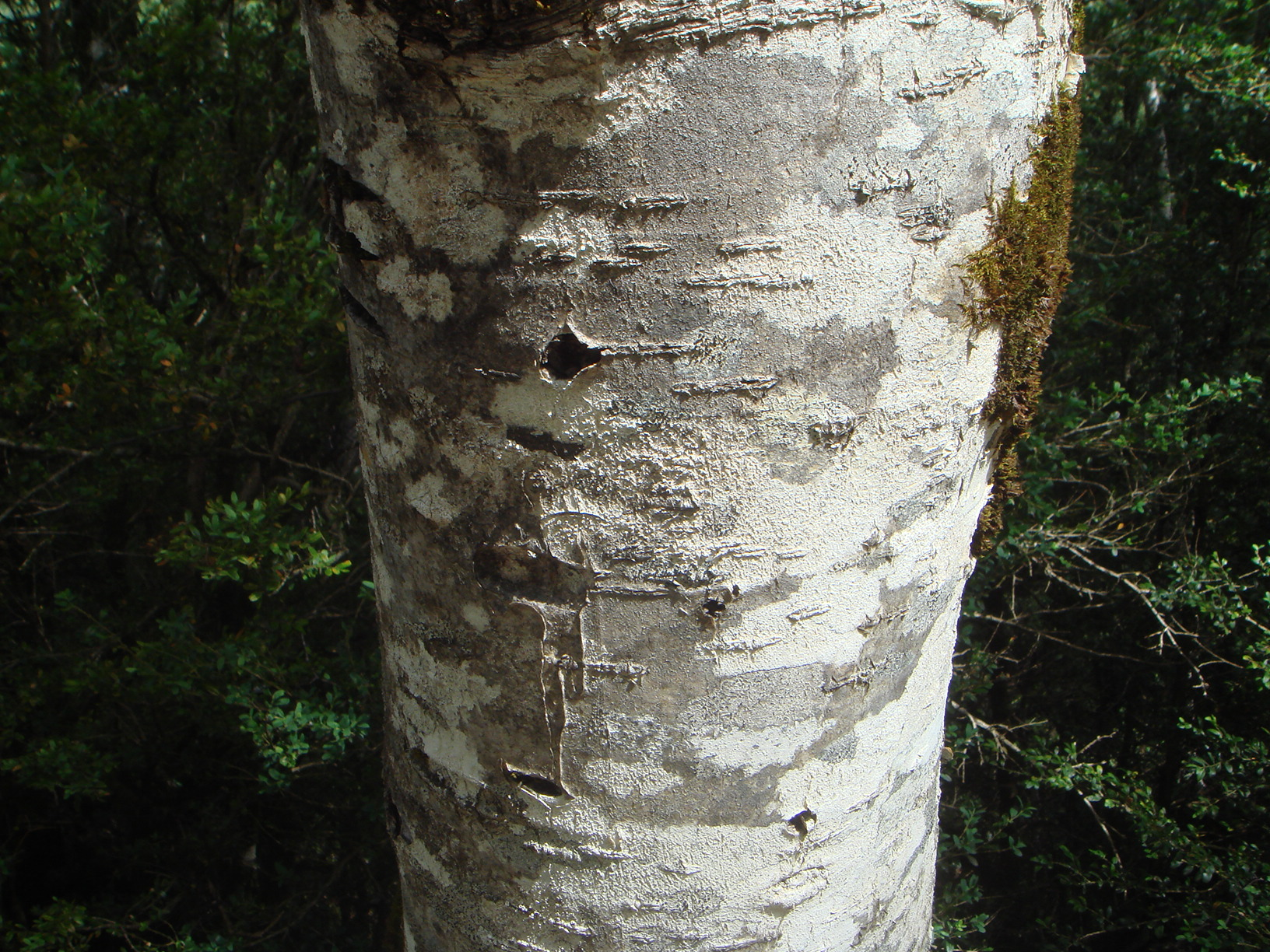
Corteza de  sorbellano (Sorbus aucuparia)
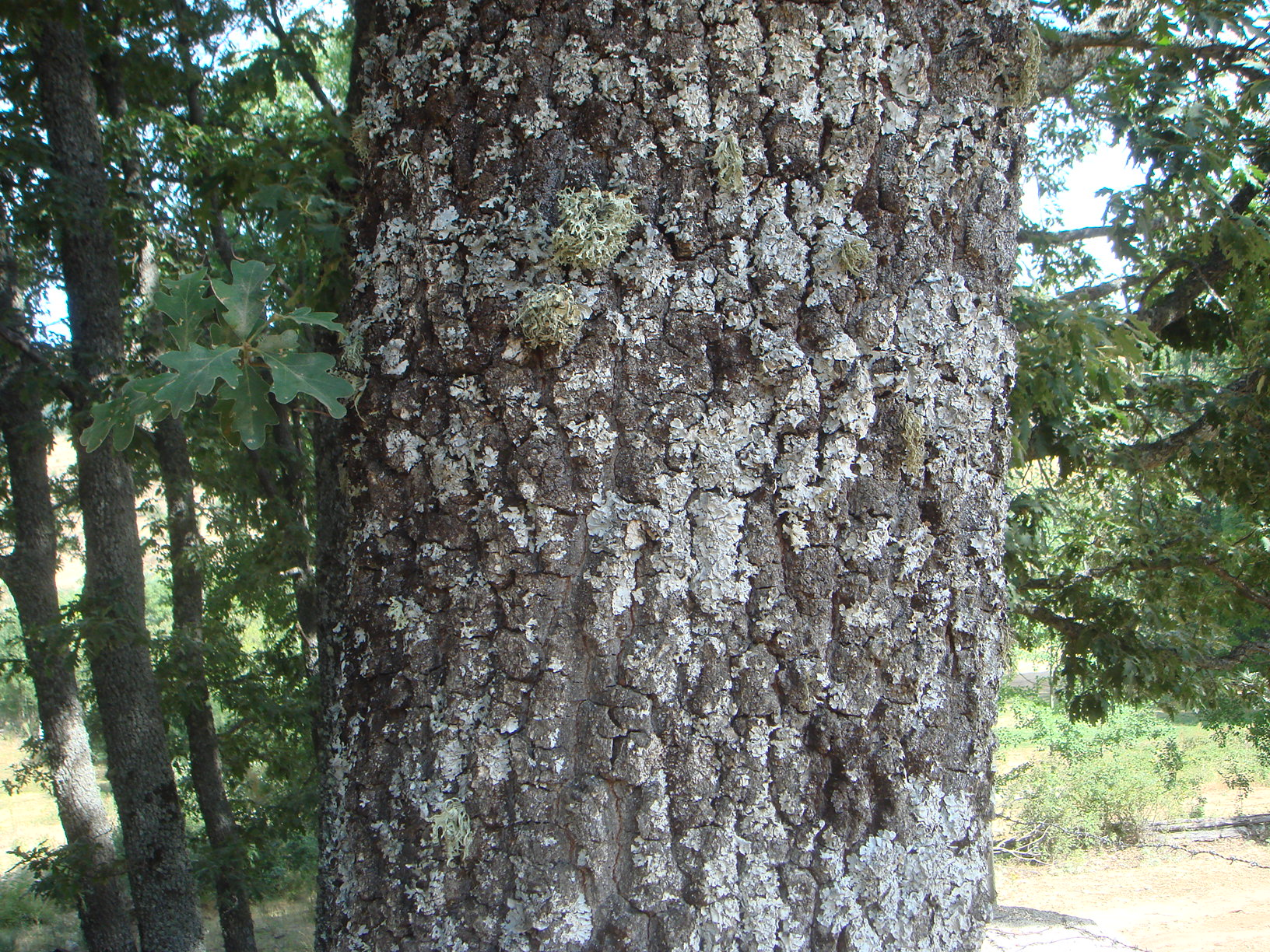
Corteza de rebollo (Quercus pyrenaica)
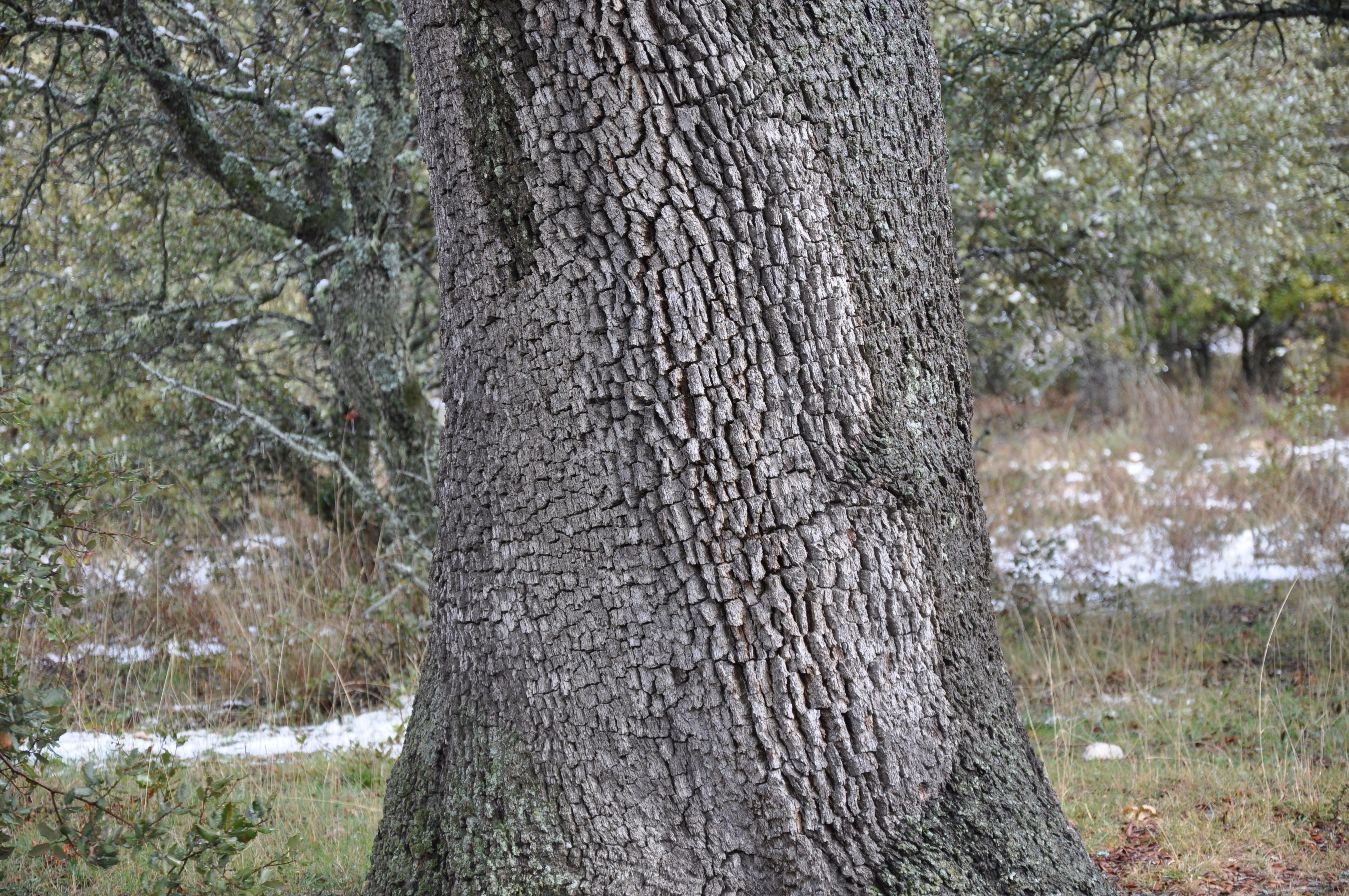
Corteza de encina (Quercus ilex)
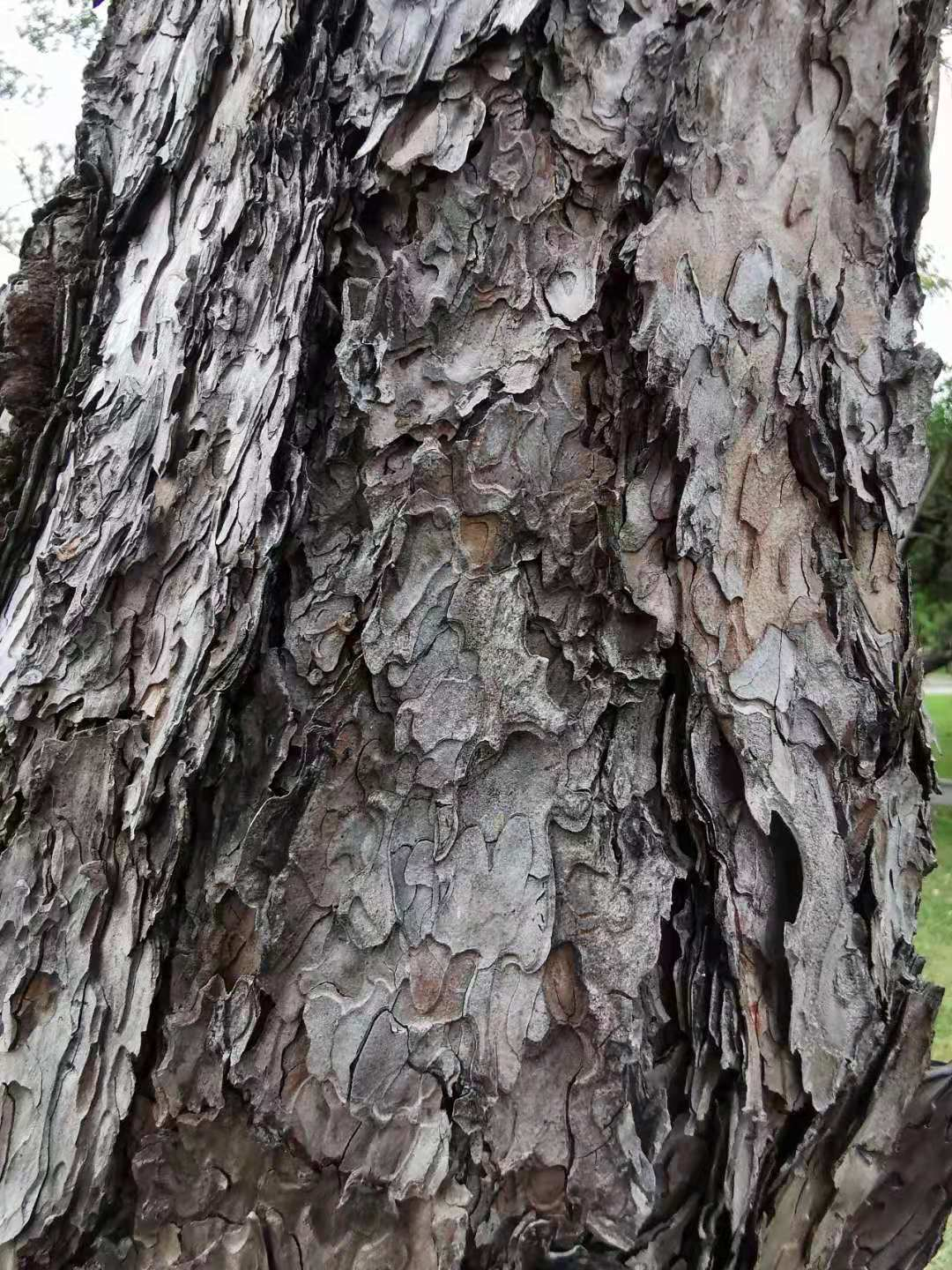
Corteza de Pinus thunbergii
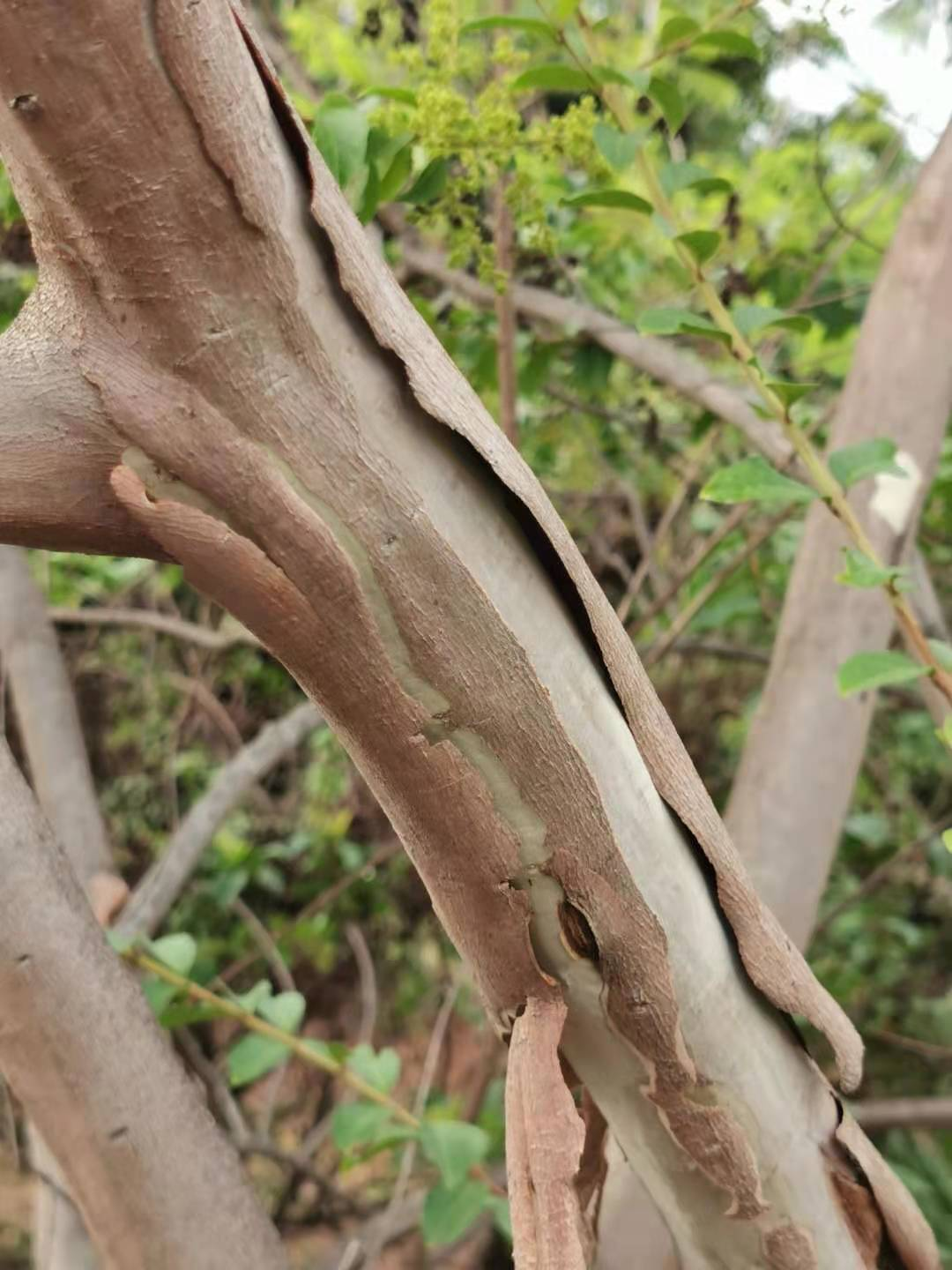
Corteza de Lagerstroemia subcostata
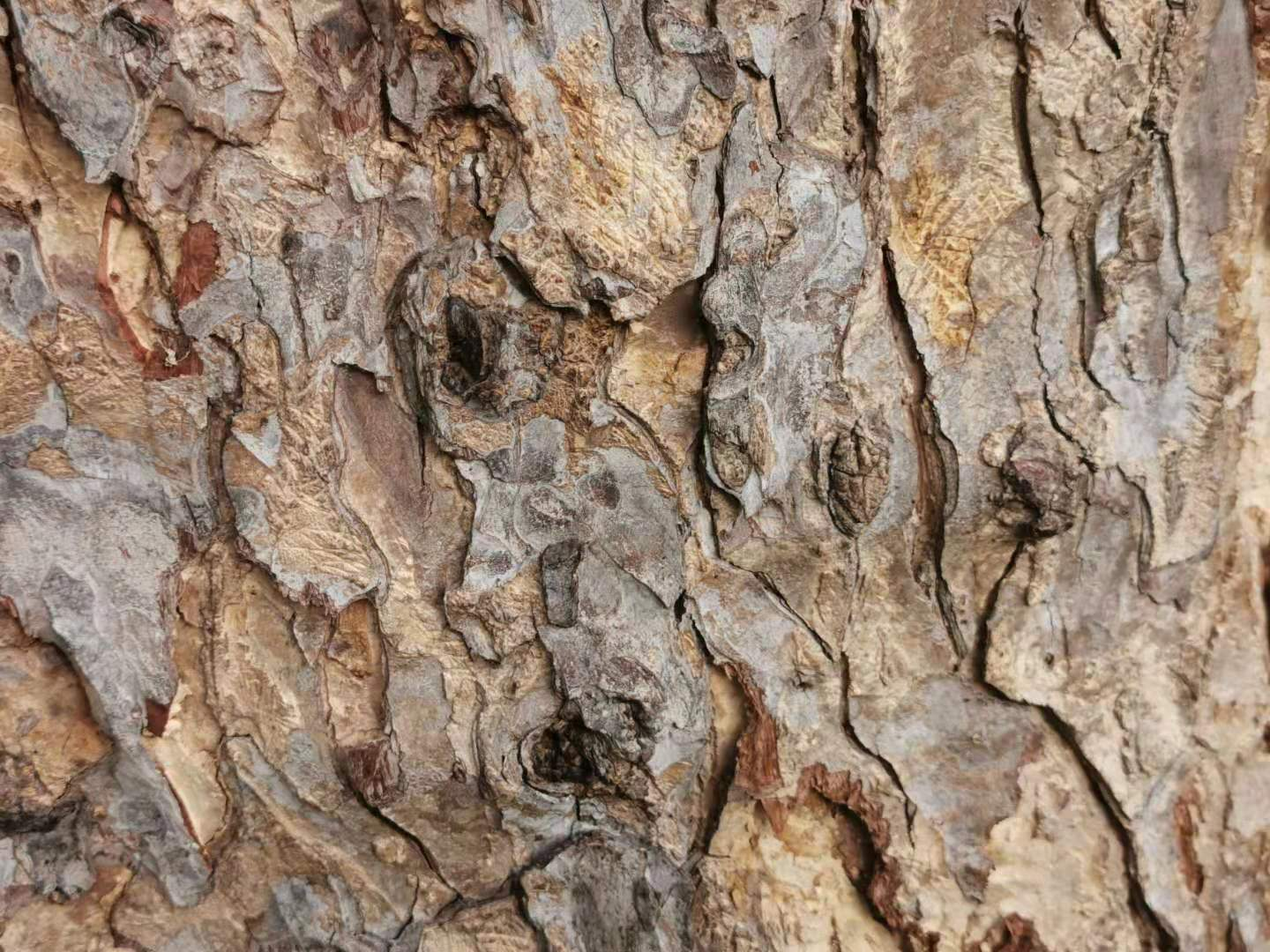
Corteza de Samanea saman
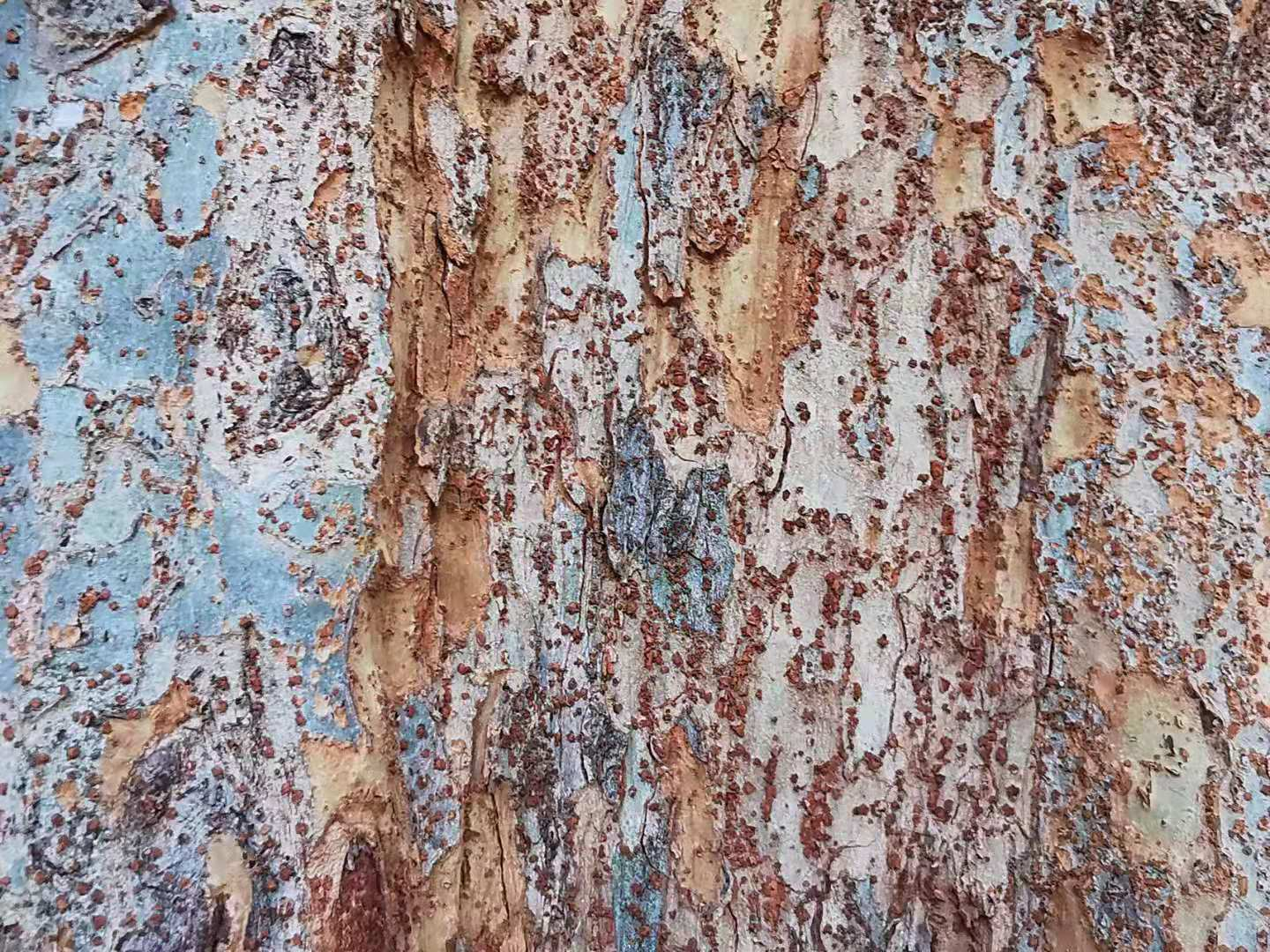
Corteza de Ulmus parvifolia
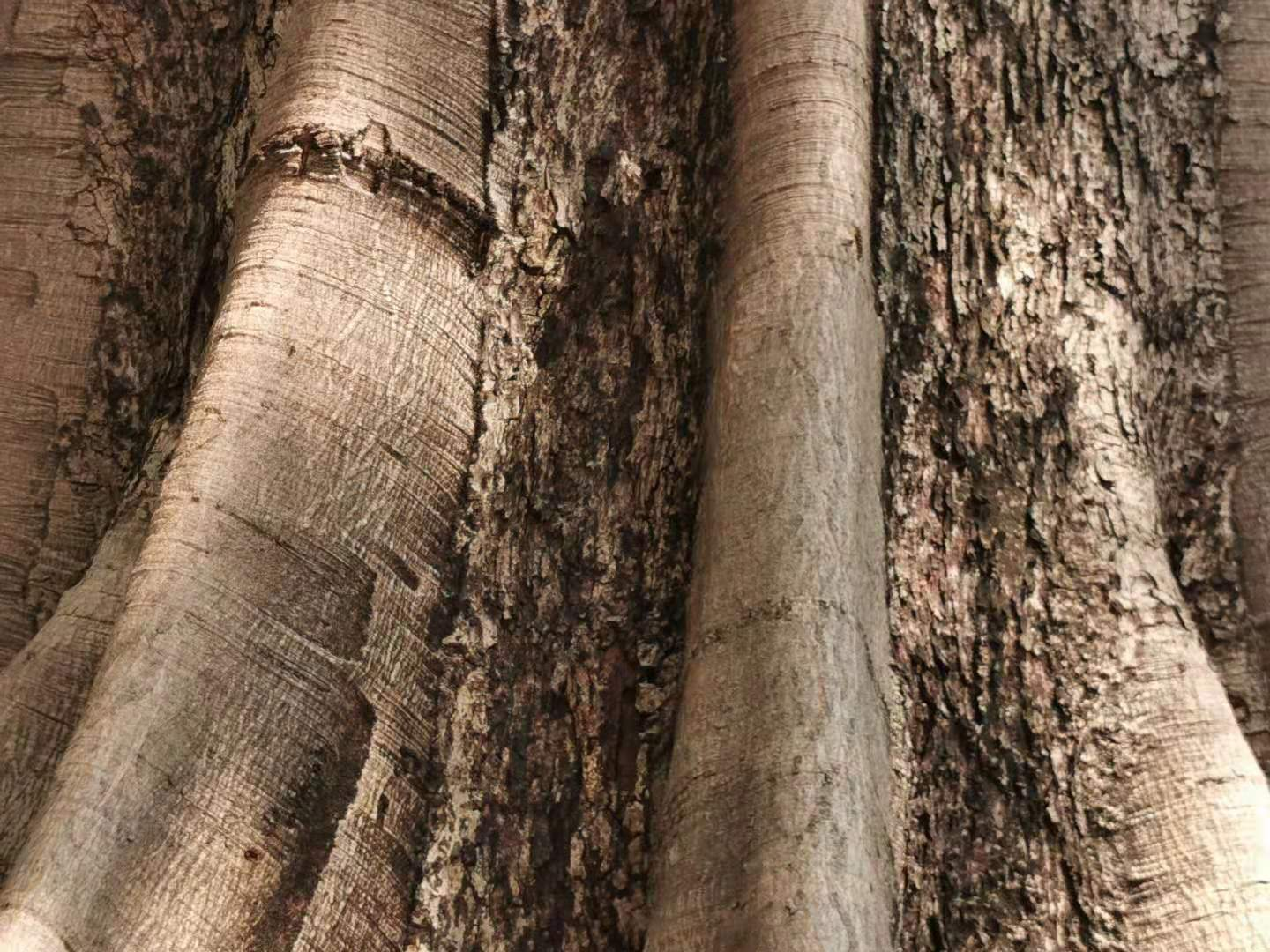
Corteza de Parkia timoriana
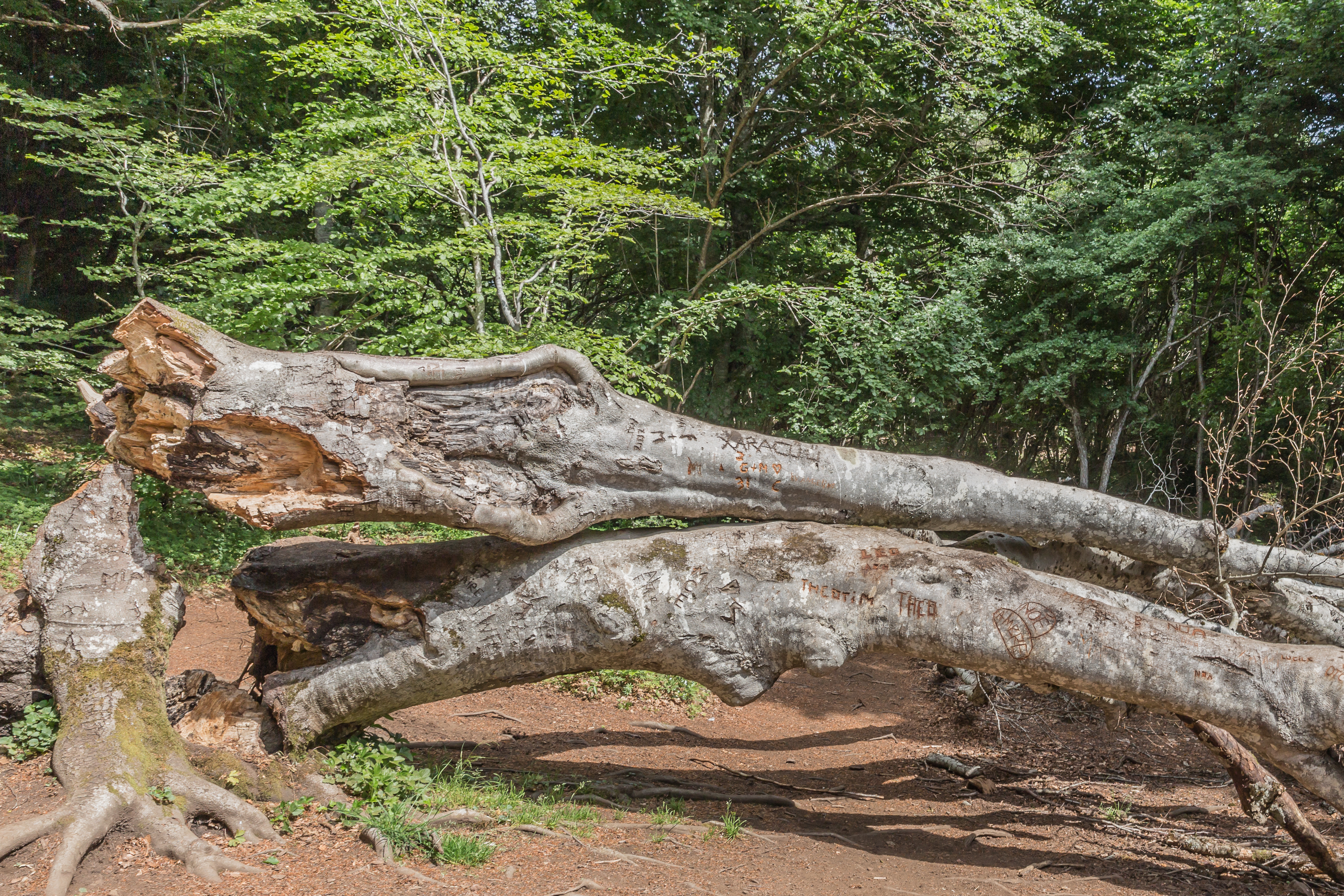

## Usos
Los diversos usos de la corteza de árbol, indican que la misma juega un papel crucial en varios aspectos de la vida humana y los sistemas ecológicos. Cada especie tiene propiedades únicas que hacen que su corteza sea adecuada para aplicaciones específicas. En las secciones siguientes se presentan algunos ejemplos.

### Usos medicinales
- Sauce Blanco (Salix alba): la corteza contiene salicina, un compuesto similar a la aspirina. Históricamente se ha utilizado para aliviar el dolor y reducir la fiebre.[10]
- Cinchona (Cinchona spp.): la corteza es la fuente de la quinina, un tratamiento eficaz contra la malaria.[11]
- Tejo (Taxus spp.): la corteza contiene taxol, un compuesto utilizado en el tratamiento del cáncer.[10]

### Usos culinarios
- Canela (Cinnamomum verum): la corteza interna de este árbol se muele para producir canela, una especie popular.[12]
- Abeto Paperero (Betula papyrifera): la corteza interna de este árbol ha sido utilizada por los nativos americanos para hacer una variedad de alimentos, incluyendo pan.[12]

### Artesanía y construcción
- Abeto Paperero (Betula papyrifera): tradicionalmente utilizado por los nativos americanos para hacer canoas, cestas y otras elementos debido a su flexibilidad y durabilidad.[13]
- Cedro (Cedrus spp.): la corteza y la madera se utilizan para hacer tejas, tablones y muebles debido a su resistencia a la descomposición.[13]

### Textiles y cestería
- Morera (Broussonetia papyrifera): la corteza puede ser procesada para hacer papel (como en el tradicional washi japonés) y fibras textiles.[13]
- Pino Douglas (Pseudotsuga menziesii): la corteza se ha utilizado para hacer fibras fuertes y flexibles para tejer cestas y alfombras.[13]

### Control de erosión y paisajismo
- Robalo (Quercus spp.): la corteza gruesa y duradera a menudo se utiliza como mantillo para ayudar a retener la humedad del suelo y controlar la erosión.[14]
- Secuoya (Sequoia sempervirens): la resistencia natural de la corteza a la descomposición la hace útil para controlar la erosión y en el paisajismo.

### Usos culturales y rituales
- Secuoya (Sequoia sempervirens): Las tribus nativas americanas usaban la corteza de secuoya en ceremonias y como forma de expresión artística.[15]
- Pino (Pinus spp.): En varias culturas, la corteza de pino se ha utilizado en rituales, incluyendo ofrendas o en la creación de objetos ceremoniales.[15]

### Leña y combustible
- Abeto (Betula spp.): la corteza es altamente inflamable y tradicionalmente se ha utilizado como iniciador de fuego.
- Alcornoque (Quercus suber): el corcho extraído de la corteza se utiliza para hacer tapones para botellas, pero el polvo y los restos de corcho también se pueden usar como combustible.

### Funciones biológicas y ecológicas
- Linden (Tilia spp.): la corteza a menudo se utiliza en hábitats de vida silvestre para crear material para nidos.
- Álamo (Populus deltoides): La corteza sirve como fuente de alimento para varias especies de insectos y es una parte esencial del ecosistema.

### Productos Cosméticos y de Cuidado Personal
- Sauce (Salix spp.): El ácido salicílico de la corteza de sauce se utiliza en tratamientos para el acné y otros productos para el cuidado de la piel.
- Eucalipto (Eucalyptus spp.): La corteza de eucalipto se utiliza en aceites esenciales por sus propiedades antisépticas.

## Cortezas, acumuladores de contaminación y bioindicadores
El árbol, a través de sus hojas, raíces o corteza, puede capturar y acumular diversos contaminantes bioacumulativos, incluido el plomo de la gasolina (u otras fuentes). Al hacerlo, tiene una función fitopurificante, pero este plomo no es degradable. Una parte queda atrapada en la madera y puede, décadas después, envenenar a insectos saproxilófagos, aves insectívoras (pájaros carpinteros, etc.) o murciélagos. Cocinar alimentos en madera que ha crecido cerca de una ruta de tráfico importante es una posible fuente de contaminación de los alimentos con plomo (barbacoas, parrillas, etc.). El humo de la leña será otra posible fuente de contaminación atmosférica tardía.
En zonas urbanas e industriales, o cerca de carreteras, la corteza de los árboles está en contacto directo con la contaminación del aire, las salpicaduras, el agua del mar o de la carretera, la sal de las carreteras, la contaminación por partículas y la escorrentía de la lluvia en ocasiones contaminada.
La corteza de los árboles puede acumular pasivamente o bioacumular activamente metales o metaloides tóxicos, incluidos el plomo y el arsénico. Luego encontramos estos elementos fijados en las ojeras. Y tanto más si el árbol está o estuvo cerca de una fuente de contaminación (contaminación de las carreteras, especialmente en zonas de tráfico denso y poco fluido). Varios estudios de seguimiento medioambiental han utilizado la corteza de los árboles como indicador de contaminación, por ejemplo en los Países Bajos. En 1994, se midieron 20 oligoelementos metálicos en muestras de corteza de 23 sitios diferentes.
En cuanto a la contaminación de las carreteras, vemos que los niveles de plomo, zinc y cobre en la corteza de los árboles disminuyen con la distancia a la carretera y la altura sobre el suelo;  En Vineland (Nueva Jersey), en una zona contaminada por una industria química ("Vineland Chemical Company", que produjo pesticidas a base de arsénico de 1950 a 1994), se midieron los niveles de arsénico en los anillos de crecimiento, médula, corteza y hojas de cinco especies de árboles (pertenecientes a cuatro géneros botánicos diferentes) y las concentraciones más altas se encontraron en la corteza (0,68 ± 0,89 mg/kg, n = 16), cuatro veces más que en las hojas (1,9 ± 1,8 mg/kg, n = 4) de la zona contaminada.
Los niveles de arsénico en los anillos de madera del área contaminada fueron aproximadamente 0,15 mg/kg (±0,28, n = 32), "considerablemente (casi 50 veces) más altos que los de las áreas contaminadas (0,06 ± 0,06 mg/kg, n). = 30)", con una relación bastante positiva entre suelo y anillos) pero no siempre clara, lo que sugiere que la absorción por las hojas y la corteza también juega un papel.
Sin embargo, observamos que los árboles parecen capaces de desintoxicar el Arsénico V (As(V)) almacenándolo en su parte “muerta” (duramen). De hecho, en suelos aireados, esta forma de arsénico se considera un análogo químico del fósforo (P). Sin embargo, la concentración de fósforo en la albura es mucho mayor que en el duramen, lo que demuestra que el fósforo se exporta continuamente a la parte viva del árbol; corteza y madera en formación (albura), a diferencia del arsénico que se almacena en la madera a medida que se produce (con niveles similares en albura y duramen). Así, el plomo, el arsénico u otros metales pueden almacenarse durante años o siglos... Sin embargo, volverán al medio ambiente o a la red alimentaria, por ejemplo a través del humo y las cenizas, si la leña se quema (hogar, barbacoa, leña, incendio forestal, etc.), o incluso a través de las comunidades de saproxilófagos que acabarán descomponiendo la madera8 o posteriormente a través de los invertebrados que se desarrollarán en el humus resultante de esta madera. Para ciertos contaminantes, mientras la contaminación esté presente, la corteza queda impregnada de ella. Por tanto, en estos casos puede utilizarse para estudios geográficos y temporales de la contaminación.